# Заветное (Запорожская область)
Заветное (укр. Завітне) — село,
Раздольский сельский совет,
Михайловский район,
Запорожская область,
Украина.
Код КОАТУУ — 2323386605. Население по переписи 2001 года составляло 121 человек.

## Географическое положение
Село Заветное находится на расстоянии в 1 км от села Кавуновка и в 2,5 км от села Раздол.
Рядом с селом проходит 3-й Магистральный канал.

## История
- 1921 год — дата основания как хутор Шевченко-Второй.
- В 1945 г. переименован в Шевченко[2].
- В 1958 году переименовано в село Заветное.